# Suomen Rahapaja
L'atelier monétaire de Finlande (finnois : Suomen Rahapaja, suédois : Myntverket i Finland) est l'institution de la Monnaie de la Finlande.

## Histoire

Ancien logo.

En 1860, Alexandre II décide de créer la fonderie de monnaie et en 1864 la fabrication de pièces démarre dans le quartier de Katajanokka à Helsinki. La production commence par un premier lot de 30 000 pièces d'un penni pour la Banque de Finlande.
La fonderie de monnaie, qui appartenait au Ministère des Finances, est devenue une entreprise indépendante en 1993 et a évolué au sein du consortium des fabriques de monnaies nordiques.
La production de la Monnaie de Finlande répond à la norme de qualité ISO 9001:2000. 
Elle frappe les pièces de circulation courante et les pièces de collection.